# John R. Swanton
John Reed Swanton (19 février 1873 – 2 mai 1958) est un anthropologue américain qui travaille avec les peuples premiers d'Amérique aux États-Unis. Il est particulièrement reconnu pour ses travaux sur les peuples indigènes du sud-est et du nord-ouest pacifique.

## Biographie
Il préside la commission, fondée par le congrès des États-Unis, chargée d'établir le parcours exact de l'expédition de de Soto entre 1539 et 1543, dont les travaux The Final Report of the United States De Soto Expedition Commission (« Rapport final de la commission des États-Unis chargée de l'étude de l'expédition de Soto ») furent publiés en 1939.

## Œuvres
On lui doit entre autres :
- Source material for the social and ceremonial life of the Choctaw Indians, Washington, D.C. : U.S. Government Printing Office, 1931 (Smithsonian Institution, Bureau of American Ethnology, Bulletin 103)
- Source material on the history and ethnology of the Caddo Indians, Washington, D.C. : U.S. Government Printing Office, 1942 (Bureau of American Ethnology Bulletin, 132) (reprint Norman, OK, 1996)
- The Indians of the Southeastern United States, Washington, D.C. : U.S. Government Printing Office, 1946 (Smithsonian Institution, Bureau of American Ethnology, Bulletin 137)